# 화성장안초등학교
화성장안초등학교는 대한민국 경기도 화성시 장안면 어은리에 있는 공립 초등학교이다.

## 학교 연혁
| 1922년 | 2월 1일  | 설립인가                                      |
| 1923년 | 6월 1일  | 삼괴공립보통학교 개교                         |
| 1938년 | 4월 1일  | 장안공립심상소학교로 개칭                     |
| 1941년 | 4월 1일  | 장안공립국민학교로 개칭                       |
| 1950년 | 6월 1일  | 장안국민학교로 개칭                           |
| 1981년 | 3월 10일 | 병설유치원 개원                               |
| 1995년 | 3월 1일  | 수촌국민학교 통폐합                           |
| 1995년 | 3월 1일  | 석포분교장 편입                               |
| 1996년 | 3월 1일  | 화성장안초등학교로 개칭                       |
| 2014년 | 9월 1일  | 제19대 배혜경 교장 취임                       |
| 2015년 | 2월 12일 | 제89회 졸업식(106명, 총 졸업생 배출 10,918명) |
| 2015년 | 3월 1일  | 28학급(특수1)편성, 유치원 1학급               |
| 2016년 | 2월 5일  | 제90회 졸업식(90명, 총 졸업생 배출 11,024명)  |
| 2016년 | 3월 1일  | 28학급(특수1)편성, 유치원 1학급               |
| 2016년 | 9월 1일  | 제20대 송윤희 교장 취임                       |

## 학교 상징
- 교화 - 개나리 : 맑고 고운 그 얼굴, 평화스런 그 표정, 밝고 청순한 모습으로 결백을 상징하니 평화와 안정과 사랑을 머금고 자라납시다.
- 교목 - 은행나무 : 굳세고 힘차게 자라는 은행나무는 인내와 용기로써 어려움을 극복한 조상의 업이 담겨 있다. 강인함을 상징하는 이 나무처럼 씩씩하고 굳세게 자라난다.

## 참고 자료
- 화성장안초등학교 - 한국교육학술정보원 학교알리미